# تريسي بروغان
تريسي بروغان (بالإنجليزية: Tracy Brogan)‏ (1950، ميشيغان في الولايات المتحدة)؛ كاتِبة وروائية أمريكية.